# Dasynemella phalangida
Dasynemella phalangida är en rundmaskart som beskrevs av Benjamin G. Chitwood 1936. Dasynemella phalangida ingår i släktet Dasynemella och familjen Ceramonematidae. Inga underarter finns listade i Catalogue of Life.